# Kup Bosne i Hercegovine 2014-2015
La Kup Bosne i Hercegovine 2014-2015 è stata la quindicesima edizione della coppa nazionale della Bosnia Erzegovina, ed è stata vinta dall'Olimpik Sarajevo, al suo primo titolo.

## Squadre partecipanti
|            | Premijer Liga | Premijer Liga |
| ---------- | --- | --- |
| 1º livello | Borac Banja Luka Čelik Zenica Drina Zvornik Mladost V.O. Olimpik Sarajevo Radnik Bijeljina Sarajevo Slavija Sloboda Tuzla Široki Brijeg Travnik Velež Mostar NK Vitez Zrinjski Mostar Zvijezda Gradačac Željezničar | Borac Banja Luka Čelik Zenica Drina Zvornik Mladost V.O. Olimpik Sarajevo Radnik Bijeljina Sarajevo Slavija Sloboda Tuzla Široki Brijeg Travnik Velež Mostar NK Vitez Zrinjski Mostar Zvijezda Gradačac Željezničar |
|            | 1. liga FBiH | 1. liga Republike Srpske |
| 2º livello | Bratstvo Gračanica Goražde Gradina Srebrenik Igman Konjic Jedinstvo Bihać Metalleghe-BSI Mladost D. Kakanj Podgrmeč                                                                                                 | Drina HE Napredak Donji Šepak Proleter Teslić Rudar Prijedor Sloboda Mrkonjić Grad Sloboda Novi Grad |
|            | Federazione BiH | Repubblica Srpska |
| 3º livello | Mladost Župča Sloga Ljubuški | nessuna |

## Sedicesimi di finale
| Squadra 1             | Risultato       | Squadra 2            |
| --------------------- | --------------- | -------------------- |
| 16.09.2014            |                 |                      |
| Sloboda Mrkonjić Grad | 0 – 2           | Željezničar          |
| Bratstvo Gračanica    | 0 – 0 (3-4 dtr) | Olimpik Sarajevo     |
| 17.09.2014            |                 |                      |
| Radnik Bijeljina      | 1 – 5           | Čelik Zenica         |
| Mladost V.O.          | 1 – 0           | Mladost Župča        |
| Zrinjski Mostar       | 3 – 1           | Napredak Donji Šepak |
| Travnik               | 0 – 0 (3-1 dtr) | Sloboda Tuzla        |
| Igman Konjic          | 0 – 3           | Sarajevo             |
| Borac Banja Luka      | 0 – 0 (3-2 dtr) | Drina Zvornik        |
| NK Vitez              | 1 – 1 (5-4 dtr) | Gradina Srebrenik    |
| Mladost D. Kakanj     | 1 – 0           | Goražde              |
| Slavija               | 1 – 2           | Velež Mostar         |
| Rudar Prijedor        | 3 – 0           | Podgrmeč             |
| Sloga Ljubuški        | 3 – 0           | Drina HE             |
| Jedinstvo Bihać       | 0 – 2           | Široki Brijeg        |
| Metalleghe-BSI        | 1 – 0           | Proleter Teslić      |
| Zvijezda Gradačac     | 5 – 1           | Sloboda Novi Grad    |

## Ottavi di finale
| Squadra 1         | Totale | Squadra 2         | Andata     | Ritorno    |
| ----------------- | ------ | ----------------- | ---------- | ---------- |
|                   |        |                   | 30.09.2014 | 22.10.2014 |
| Sloga Ljubuški    | 3 – 7  | Zrinjski Mostar   | 2 – 3      | 1 – 4      |
|                   |        |                   | 01.10.2014 | 21.10.2014 |
| Sarajevo          | 7 – 2  | Travnik           | 4 – 0      | 3 – 2      |
|                   |        |                   | 01.10.2014 | 22.10.2014 |
| Olimpik Sarajevo  | 4 – 1  | Čelik Zenica      | 4 – 0      | 0 – 1      |
| Rudar Prijedor    | 2 – 6  | Borac Banja Luka  | 0 – 1      | 2 – 5      |
| Velež Mostar      | 5 – 3  | NK Vitez          | 2 – 0      | 3 – 3      |
| Mladost D. Kakanj | 0 – 3  | Zvijezda Gradačac | 0 – 1      | 0 – 2      |
| Metalleghe-BSI    | 0 – 1  | Mladost V.O.      | 0 – 0      | 0 – 1      |
| Široki Brijeg     | 3 – 1  | Željezničar       | 2 – 0      | 1 – 1      |

## Quarti di finale
| Squadra 1         | Totale      | Squadra 2        | Andata     | Ritorno    |
| ----------------- | ----------- | ---------------- | ---------- | ---------- |
|                   |             |                  | 11.03.2015 | 18.03.2015 |
| Sarajevo          | 2 – 2 (gfc) | Borac Banja Luka | 1 – 2      | 1 – 0      |
| Zvijezda Gradačac | 4 – 5       | Olimpik Sarajevo | 1 – 1      | 3 – 4      |
| Mladost V.O.      | 1 – 8       | Široki Brijeg    | 1 – 3      | 0 – 5      |
| Zrinjski Mostar   | 4 – 2       | Velež Mostar     | 2 – 2      | 2 – 0      |

## Semifinali
| Squadra 1        | Totale          | Squadra 2       | Andata     | Ritorno    |
| ---------------- | --------------- | --------------- | ---------- | ---------- |
|                  |                 |                 | 15.04.2015 | 29.04.2015 |
| Olimpik Sarajevo | 0 – 0 (5-4 dtr) | Zrinjski Mostar | 0 – 0      | 0 – 0      |
| Borac Banja Luka | 1 – 2           | Široki Brijeg   | 0 – 0      | 1 – 2      |

## Finale
| Squadra 1     | Totale          | Squadra 2        | Andata | Ritorno |
| ------------- | --------------- | ---------------- | ------ | ------- |
| Široki Brijeg | 2 – 2 (4-5 dtr) | Olimpik Sarajevo | 1 – 1  | 1 – 1   |

| Arbitro: | Dragan Skakić (Bosanska Gradiška) |

| |            | |
| Regoje 79’ (aut.) | Marcatori  | 10’ Muharemović |
| · L. Bilobrk · S. Brekalo · 55’ J. Barišić · S. Marković · D. Landeka · Wagner · (74' I. Peko) G. Zakarić · Z. Kožulj · M. Karačić · (66' I. Buhač, 83' J. Ivanković) D. Kresinger · L. Menalo | Formazioni | · D. Hamzić 50’ · J. Bogičević · B. Regoje · A. Merajić · F. Gligorov 28’ · V. Muharemović · S. Smajić 34’ (87' E. Imamović) · E. Jusufović (83' D. Čomor) · Stefan (80' S. Sivšić) · D. Pandža · D. Brković |
| Blaž Slišković | Allenatori | Mirza Varešanović |

| Arbitro: | Ognjen Valjić (Banja Luka) |

| |                      | |
| Muharemović 56’ | Marcatori            | 44’ Peko |
| Stefan Brković Jusufović Handžić Muharemović | Tiri di rigore 5 – 4 | Wagner Zakarić Ivanković Ćorić Landeka |
| · D. Hamzić · 45’ J. Bogičević · 31’ B. Regoje · (81' S. Sivšić) A. Merajić · F. Gligorov · 45’ V. Muharemović · K. Handžić · E. Jusufović · Stefan · (89' D. Čomor) D. Pandža · D. Brković | Formazioni           | · L. Bilobrk · I. Džidić · S. Brekalo · D. Ćorić · S. Marković · D. Landeka · Wagner · I. Peko 39’ (76' J. Ivanković) · G. Zakarić · Z. Kožulj (90' D. Kresinger) · L. Menalo (59' Taianan) |
| Mirza Varešanović | Allenatori           | Blaž Slišković |